# Studio Killers
Studio Killers is een virtuele band, ontstaan in 2011, bestaande uit drie getekende personages. De stemmen zijn van Philip Larsen (Denemarken), Teemu Brunila (Finland) en Darren Stokes (Verenigd Koninkrijk). Teemu Brunila vertolkt Cherry. Wie Goldie Foxx en Dyna Mink vertolken is onbekend.
Het muziekgenre is elektronische muziek. Hun eerste single is Ode to the bouncer, een mix van de Britse producer James F. Reynolds, die ook hits mixte van Tinie Tempah, Jessie J, Pixie Lott, Selena Gomez en The Saturdays.

## Bezetting
- Cherry (Teemu Brunila) - Zang
- Goldie Foxx - Toetsen
- Dyna Mink - DJ/Producer
- Bipolar Bear - Manager

## Discografie

### Singles
| Single met eventuele hitnotering(en) in de Nederlandse Top 40 | Datum van verschijnen | Datum van binnenkomst | Hoogste positie | Aantal weken | Opmerkingen                                                                        |
| ------------------------------------------------------------- | --------------------- | --------------------- | --------------- | ------------ | ---------------------------------------------------------------------------------- |
| Ode to the bouncer                                            | 15-06-2011            | 10-12-2011            | 1(1wk)          | 19           | Nr. 1 in de Single Top 100 / Nr.1 in de Mega Top 50 / Goud / Alarmschijf / Megahit |
| Eros and Apollo                                               | 27-04-2012            | 19-05-2012            | tip4            | -            |                                                                                    |

| Single met hitnotering(en) in de Vlaamse Ultratop 50 | Datum van verschijnen | Datum van binnenkomst | Hoogste positie | Aantal weken | Opmerkingen |
| ---------------------------------------------------- | --------------------- | --------------------- | --------------- | ------------ | ----------- |
| Ode to the bouncer                                   | 2011                  | 21-01-2012            | 24              | 7            |             |

## Trivia
- Ode to the Bouncer was de meest aangevraagde plaat tijdens de Serious Request-actie van NPO 3FM in 2011. De plaat werd destijds ook veel gedraaid door dj Gerard Ekdom.